# Kevin Betsy
Kevin Edward Lewis Betsy (Woking, 20 marzo 1978) è un allenatore di calcio ed ex calciatore inglese naturalizzato seychellese, di ruolo centrocampista.